# Struktura metalu
Struktura metalu – wewnętrzna budowa metalu, charakteryzowana przez:
- liczbę, skład chemiczny i strukturę krystaliczną faz
- wielkość i kształt ziaren poszczególnych faz i ich wzajemne rozmieszczenie
- stopień zdefektowania sieci krystalicznych i sposób przestrzennego rozmieszczenia defektów

Struktura decyduje o mechanicznych właściwościach metalu i jego odporności na korozję. Jest zależna od warunków zastosowanej obróbki cieplnej (np. hartowanie, odpuszczanie, wyżarzanie) lub plastycznej (np. walcowanie, kucie).
W czasie badań struktury są stosowane takie metody badawcza, jak np. rentgenografia strukturalna, mikroskopia optyczna (metalograficzne badania mikroskopowe), mikroskopia elektronowa. Określa się m.in. objętości oraz udziały objętościowe poszczególnych faz. Podstawą określania objętościowych udziałów poszczególnych elementów struktury jest obserwacja „zgładów”, np. pod mikroskopem świetlnym. Wyróżnia się kilka klasycznych metod opracowywania wyników obserwacji:
- metoda planimetrowania:
  - pomiary powierzchni z użyciem siatki naciętej na okularze mikroskopu
  - pomiary powierzchni pojedynczych cząstek, widocznych pod mikroskopem
  - planimetrowanie powierzchni ziaren na powiększonych fotografiach powierzchni
- metoda liniowa – pomiary długości odcinków linii prostej, przecinającej pole widzenia, które przechodzą przez ziarna poszczególnych faz
- metoda punktowa – określanie łącznej liczby węzłów siatki pomiarowej, które leżą w częściach pola obrazu mikroskopowego, zajmowanych przez poszczególne fazy

W metaloznawstwie i metalurgii są stosowane pojęcia podstawowe:
- struktura pierwotna – charakterystyczna dla metalu bezpośrednio po otrzymaniu odlewu
- struktura wtórna – uzyskiwana w efekcie cieplnej i plastycznej obróbki odlewu

Zdefiniowane pojęcia:

Ekstrapłaszczyzny i struktura mozaikowa

Jeden z rodzajów przemiany porządek–nieporządek

- struktura anormalna – spotykana w stali nawęglonej i silnie odtlenionej z użyciem Al, drobne ziarna austenitu mają w warstwie powierzchniowo nawęglonej grube wydzielenia cementytu, często otoczone wolnym ferrytem[1]
- struktura bambusowa – występująca w cienkich drutach, charakteryzująca się występowaniem wydłużonych ziaren, których granice przecinają przekrój drutu[1]
- struktura mozaikowa (struktura komórkowa układu dyslokacji) – charakteryzująca się istnieniem obszarów (bloków, komórek) monokryształu lub ziarna, w których liczba dyslokacji jest mała, pomiędzy którymi znajdują się obszary z gęstym splotem dyslokacji (powstawanie bloków mozaiki wiąże się z uporządkowaniem defektów sieci krystalicznej, np. w płaszczyźnie)[1][2]
- struktura rozdrobniona odlewu – otrzymywane w czasie krzepnięcia odlewów w warunkach zapobiegających powstawaniu struktur słupkowych, np. pod wpływem ruchu cieczy, tarcia, oddziaływania drgań (dźwiękowych i ultradźwiękowych), fal elektromagnetycznych[1]
- struktura pasmowa (pasemkowa) – powstająca w czasie walcowania (obróbka plastyczna na gorąco) jako wewnętrzne wady wyrobu, np. pasma zanieczyszczeń niemetalicznych lub wyciągnięte ziarna nie przekrystalizowane ziarna struktury pierwotnej[1][2]
- struktura skoagulowana – zawierająca ziarna sferoidalne, powstająca np. w stali zawierającej węgliki w czasie wyżarzania zmiękczającego (zobacz: obróbka termiczna)[1]
- struktura słupkowa (struktura Śmiałowskiego) – powstająca w czasie krystalizacji stopów jednofazowych w warunkach sprzyjających występowaniu przechłodzenia stężeniowego[1]
- struktura ultradrobnoziarnista – charakteryzująca się średnicą ziaren rzędu mikrometrów, powstająca w wyniku procesów obróbki cieplnej lub cieplno–mechanicznej stopów dwufazowych, prowadzonych w celu uzyskania metalu o wysokiej wytrzymałości w temperaturach niskich i plastycznych w temperaturach wysokich[1]
- struktura Widmannstättena – powstająca np. po wygrzewaniu stali podeutektoidalnej lub staliwa, powodującym rozrost ziaren austenitu, a następnie chłodzeniu, w czasie którego wydzielają się kryształy ferrytu w formie igieł, przecinających się pod kątami 60, 90 i 120°;  metal o takiej strukturze jest kruchy (może pękać w czasie walcowania)[1]
- struktura włóknista – powstająca po silnych odkształceniach plastycznych, wywołujących kierunkowe ułożenie elementów struktury (ziaren metalu i wtrąceń niemetalicznych), trudna do usunięcia metodą obróbki cieplnej[1]